# Georg Käß
Johann Georg Käß (* 16. April 1823 in Schussenried; † 9. Februar 1903 in Haunstetten) war ein deutscher Unternehmer, Gutsbesitzer und Mäzen.

## Leben
Käß lebte seit 1844 in Haunstetten und wurde 1847 Teilhaber der Haunstetter Bleiche. Im Jahr 1860 ging die Bleiche ganz in seinen Besitz über, bis er sie 1888 an Clemens Martin verkaufte. 
Bekannt ist Käß unter anderem auch für sein soziales Engagement in der Gemeinde Haunstetten. So gründete er beispielsweise die Stiftung zur Errichtung eines Armen- und Krankenhauses und einer Kleinkinder-Bewahranstalt. Durch eine großzügige Spende von Käß konnte die Gemeinde ein Grundstück am Rande des Siebentischwaldes erwerben, auf dem sie ein Krankenhaus erbaute, das heutige Klinikum Augsburg Süd. 1904 wurde posthum mit seiner Hilfe die Eichendorff-Grundschule gebaut.
Unternehmerischen Erfolg und soziales Engagement spiegelt seine Ernennung zum Kommerzienrat wider.

## Mausoleum

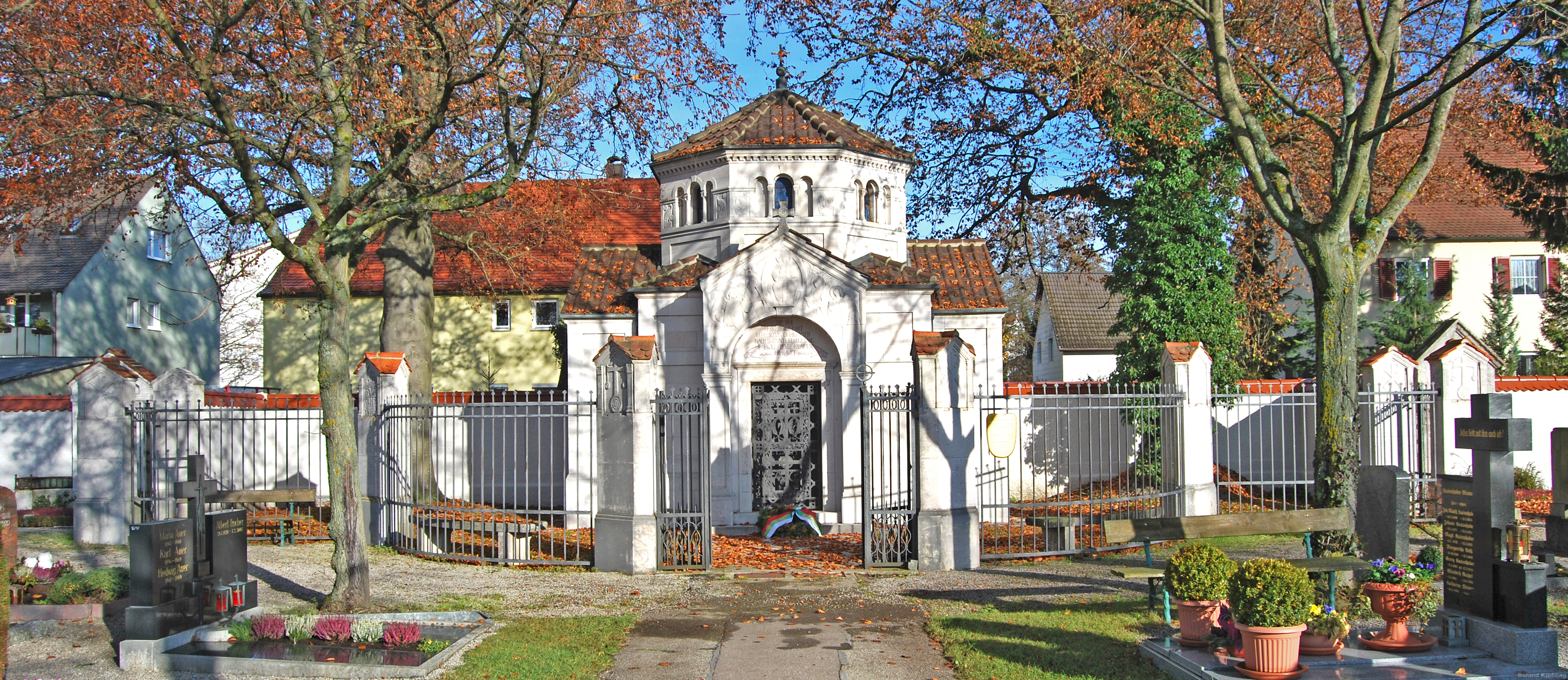
Mausoleum

Die Grabstätte für Georg Käß, seine Frau und seine Tochter Maria Gräfin Tattenbach ist ein Mausoleum auf dem Alten Friedhof Haunstetten, das 1903–1904 vom Ulmer Architekten Carl Bauer (1868–1914) im Stil einer kleinen griechisch-orthodoxen Kirche erbaut wurde. Es zeigt Einflüsse der Neoromanik und des Jugendstils, enthält Mosaike von Wilhelm Köppen und ist von einer Pfeiler-Gitter-Einfriedung umgeben. Es steht unter Denkmalschutz und ist in der Liste der Baudenkmäler in Augsburg-Haunstetten-Siebenbrunn verzeichnet.

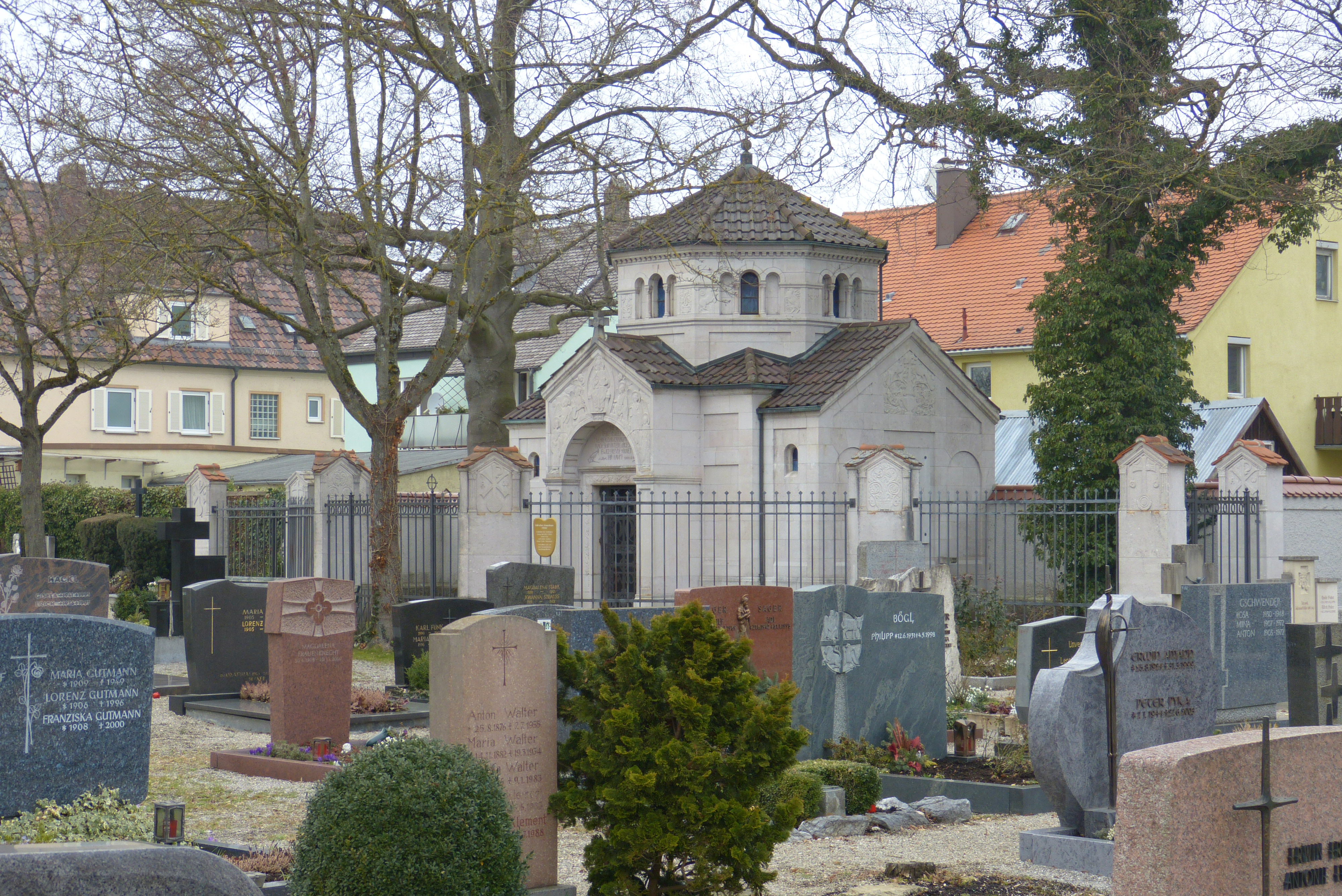
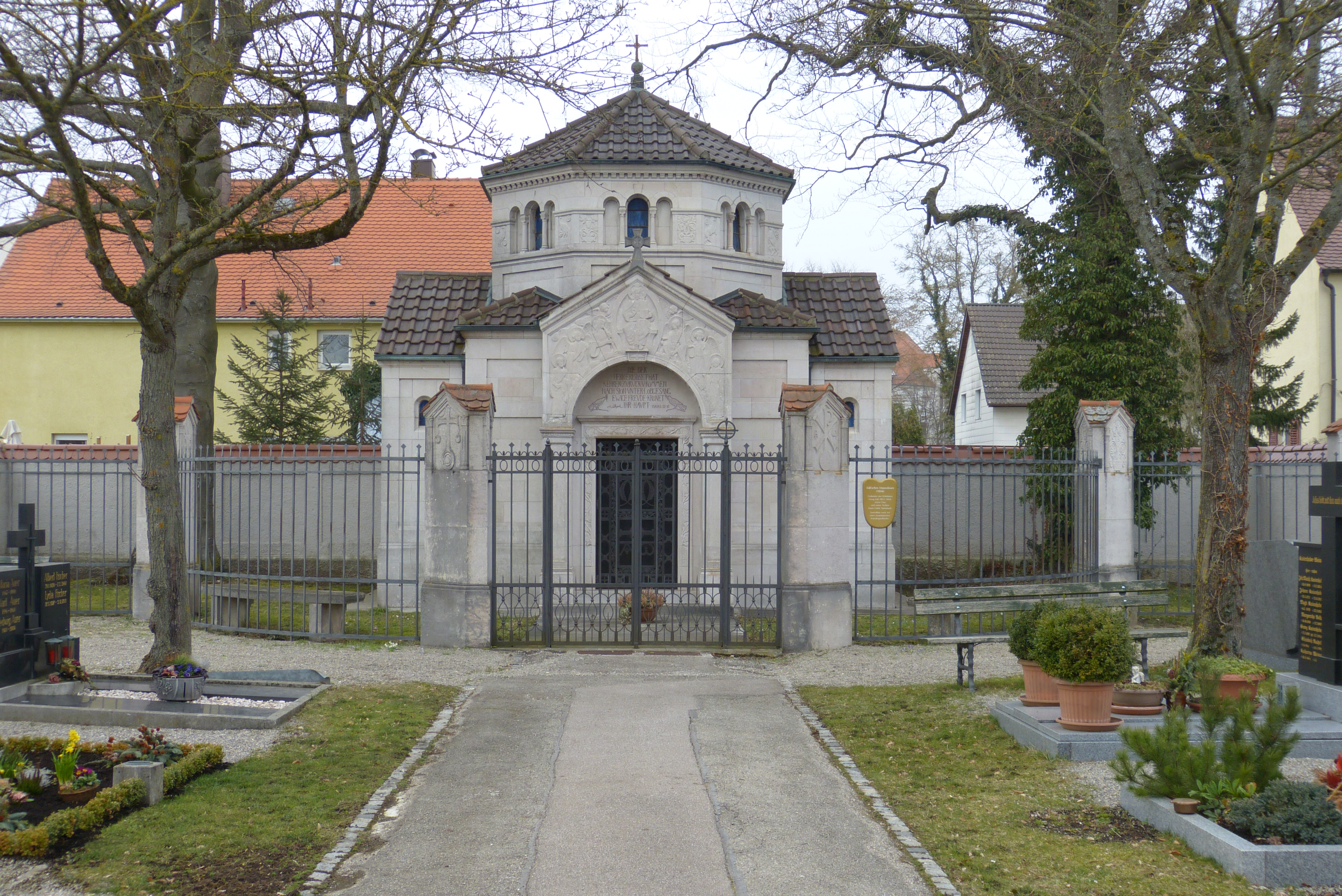
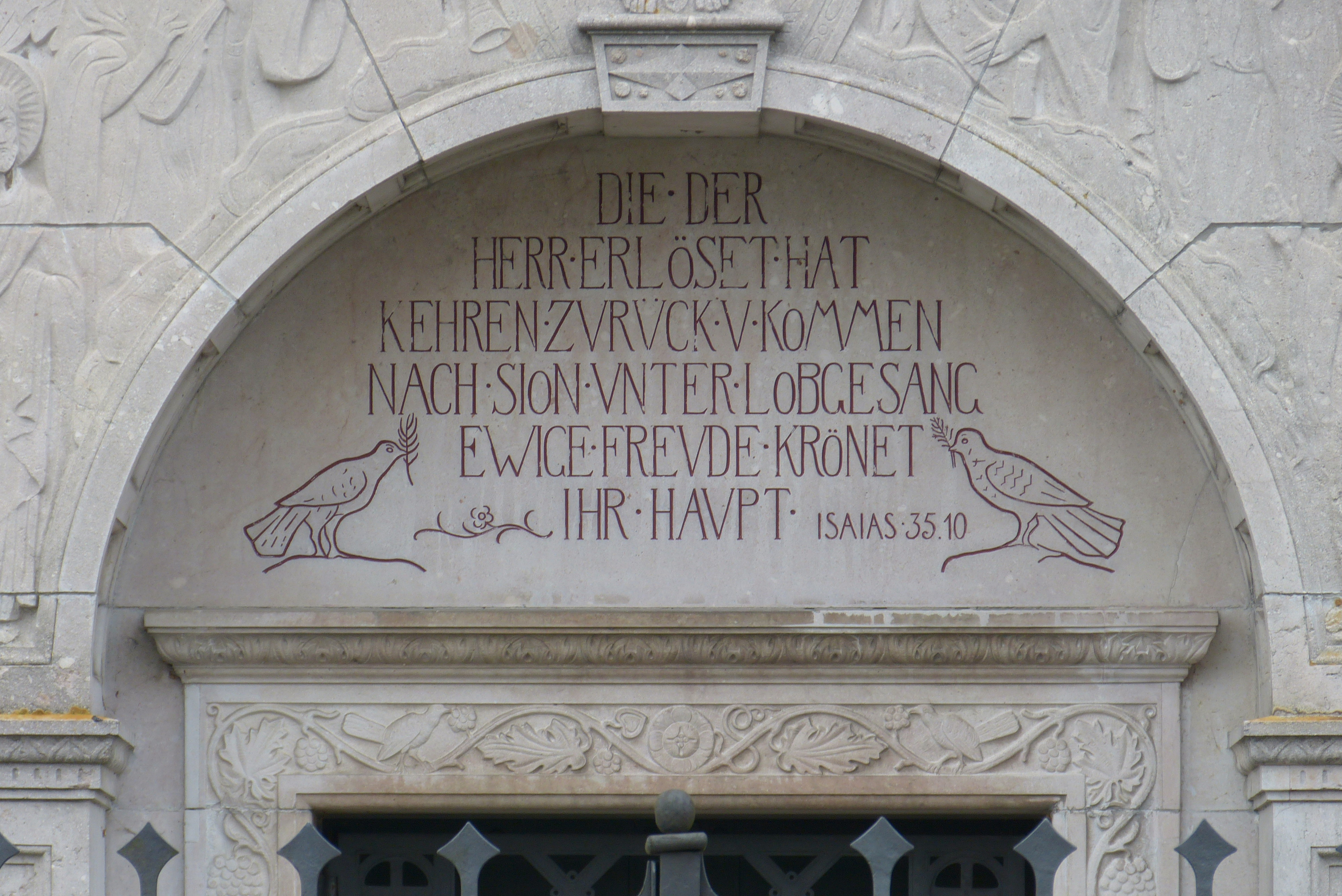
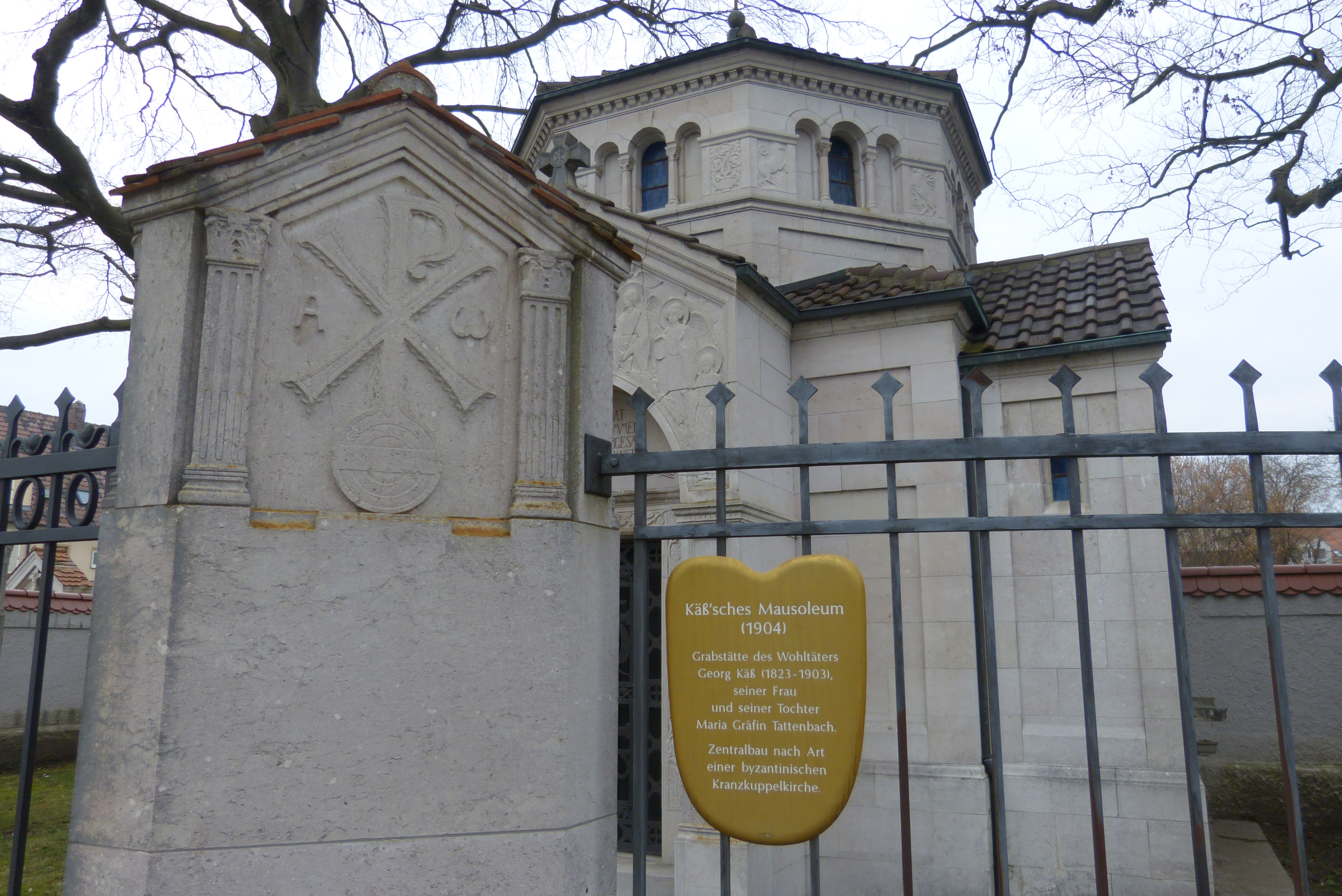

## Georg-Käß-Platz

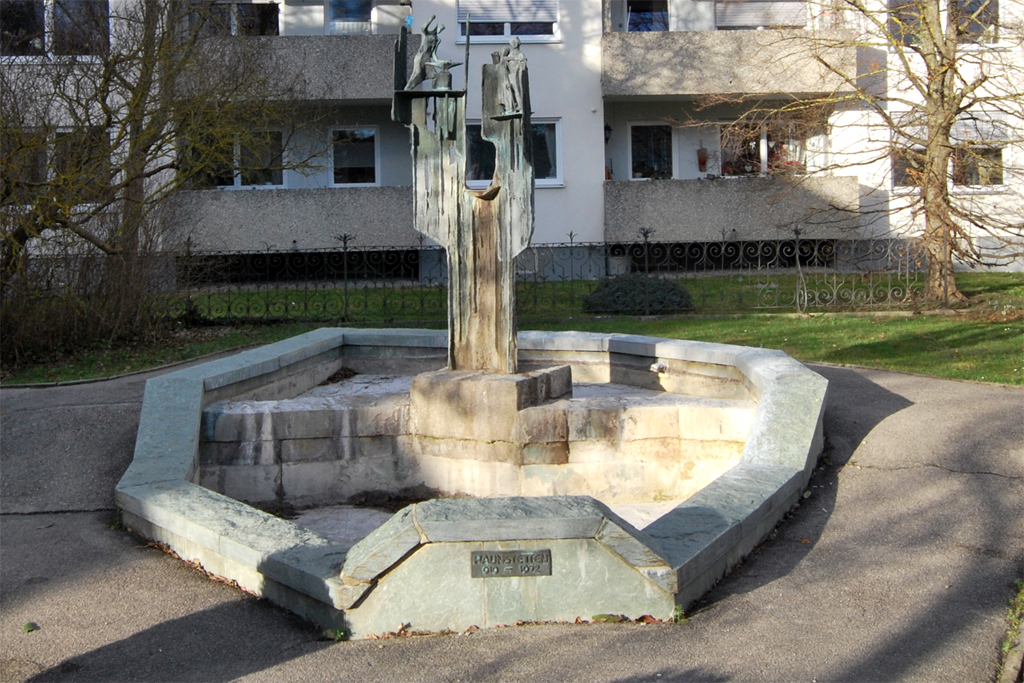
Handwerkerbrunnen auf dem Georg-Käß-Platz

Des Weiteren erinnert der Georg-Käß-Platz im Ortskern von Haunstetten an den Wohltäter des Ortes.